# Michał Deskur
Michał Stanisław Deskur (ur. 22 września 1973 w Krakowie) – polski przedsiębiorca i urzędnik państwowy, w latach 2012–2013 podsekretarz stanu w Ministerstwie Spraw Wewnętrznych, w latach 2013–2015 sekretarz stanu i zastępca szefa w Kancelarii Prezesa Rady Ministrów, od 2023 zastępca szefa Kancelarii Sejmu.

## Życiorys
Syn Stanisława i Heleny z domu Kęszyckiej, bratanek kardynała Andrzeja Marii Deskura.
Ukończył studia ekonomiczne na Akademii Ekonomicznej w Krakowie, został też absolwentem École Supérieure de Commerce w Clermont-Ferrand. W latach 1997–2000 pracował w firmie audytorskiej Deloitte & Touche w Paryżu i w Warszawie. Jest założycielem i partnerem biura księgowego CTN Polska, pełnił funkcję jego prezesa. W grudniu 2011 został zatrudniony jako doradca na pełny etat w gabinecie politycznym ministra spraw wewnętrznych.
W styczniu 2012 został powołany na stanowisko podsekretarza stanu w Ministerstwie Spraw Wewnętrznych, odpowiedzialnego m.in. za policję. W lutym 2013 złożył dymisję z zajmowanego stanowiska. W tym samym miesiącu powołano go na stanowisko sekretarza stanu w Kancelarii Prezesa Rady Ministrów. W marcu 2013 został również zastępcą szefa KPRM. W maju 2015 został odwołany z obu stanowisk.
W grudniu 2023 marszałek Sejmu Szymon Hołownia powołał go na stanowisko zastępcy szefa Kancelarii Sejmu.

## Życie prywatne
Żonaty z Marią (córką profesora Jana Środonia), z którą ma czworo dzieci.